# Foxford
Foxford (Béal Easa en irlandés, que significa "desembocadura de los rápidos") es un pueblo pequeño, 16 km al sur de Ballina en el condado de Mayo. 

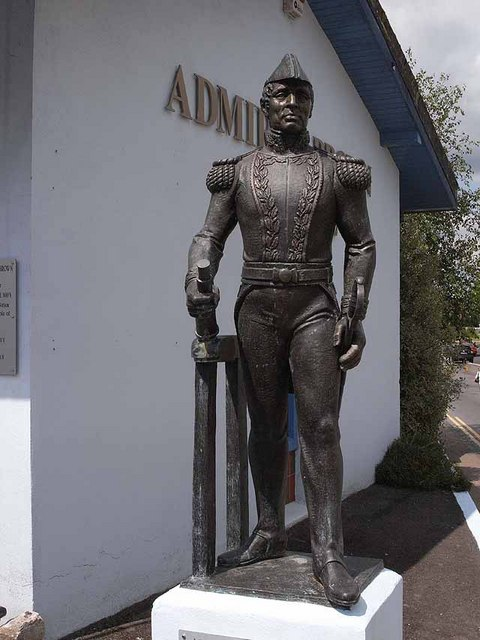
Estatua del héroe nacional argentino, Almirante Guillermo Brown, en Foxford.

Situado entre las montañas Nephin y las Ox, Foxford se sitúa en el río Moy, uno de los ríos más famosos en Europa por la calidad del salmón que se encuentra allá. En Foxford se elabora la lana Mills con la que se producen las famosas mantas Foxford desde 1892.
El pueblo es el lugar de nacimiento del famoso Almirante Guillermo Brown, fundador de la Armada Argentina.